# Charis amastus
Charis amastus är en fjärilsart som beskrevs av Doubleday 1847. Charis amastus ingår i släktet Charis och familjen Riodinidae. Inga underarter finns listade i Catalogue of Life.